# Hurt Somebody
Hurt Somebody is een nummer uit 2018 van de Amerikaanse zanger Noah Kahan en de Amerikaanse zangeres Julia Michaels. Het is de derde single van Kahan's tweede studioalbum Busyhead, en de eerste single van de EP Hurt Somebody.
Het nummer gaan over een man die zijn relatie wil beëindigen, maar dat lukt hem steeds niet omdat hij zijn partner geen pijn wil doen. Kahan zei zelf over het nummer: “"Hurt Somebody" gaat over de verlammende angst om de knoop door te hakken. Het einde van iets kan pijn doen en ‘Hurt Somebody’ gaat over die pijn die je voelt bij het maken van de beslissing". Het nummer flopte in Amerika, maar werd wel een klein hitje in Oceanië, Denemarken en het Nederlandse taalgebied. In de Nederlandse Top 40 haalde het een 13e positie, en in Vlaanderen een 8e positie in de Tipparade.